# (2706) Borovský
(2706) Borovský (1980 VW; 1964 VS; 1975 VR6) ist ein ungefähr 15 Kilometer großer Asteroid des äußeren Hauptgürtels, der am 11. November 1980 von der tschechischen (damals: Tschechoslowakei) Astronomin Zdeňka Vávrová am Kleť-Observatorium auf dem Kleť in der Nähe von Český Krumlov in der Tschechischen Republik (IAU-Code 046) entdeckt wurde. Er gehört zur Eos-Familie, einer Gruppe von Asteroiden, die nach (221) Eos benannt ist.

## Benennung
(2706) Borovský wurde nach dem tschechischen Dichter, Prosaist, Literaturkritiker, Übersetzer, Politiker und Journalisten Karel Havlíček Borovský (1821–1856) benannt.